# Leo Löwenstein
Pour les articles homonymes, voir Löwenstein (homonymie).
Leo Löwenstein, né le 8 février 1879 à Aix-la-Chapelle et mort le 13 novembre 1956 en Israël, est un physicien et chimiste allemand.

## Biographie
Löwenstein naît dans une famille de commerçants juifs d'Aix-la-Chapelle. Après des études de chimie et de physique à Munich, Berlin et Göttingen, il travaille dans différentes usines chimiques en Autriche. Il développe notamment en 1908 un procédé de condensation fractionnée de vapeurs et en 1912 un procédé de production de peroxyde d'hydrogène. En 1913, il propose à l'Artillerieprüfungskommission (commission d'examen de l'artillerie) une technique pour déterminer à partir du son l'emplacement exact d'une explosion. L'idée est d'abord rejetée, mais sera expérimentée durant la Première Guerre mondiale au camp de Kummersdorf. Löwenstein participe à la guerre en tant qu'officier ; il l'achève avec le grade de capitaine de réserve et décoré de la Croix de fer. En 1919, il fonde le Reichsbund jüdischer Frontsoldaten (en) (fédération des soldats juifs du front), dont il est le premier président. Cette organisation croît rapidement : en 1926, elle est la deuxième organisation juive d'Allemagne et compte 40 000 membres. Sous la direction de Löwenstein, le Reichsbund jüdischer Frontsoldaten cherche à lutter contre le développement de l'antisémitisme en tissant des liens avec d'autres organisations de vétérans et Löwenstein se vante volontiers de ses bonnes relations avec ces organisations et l'armée auprès d'autres organisations de Juifs allemands. En 1933, Löwenstein fait accepter par son organisation le renoncement au fonctionnement démocratique et l'application du Führerprinzip. En tant que chef autoproclamé des Juifs allemands, Löwenstein plaide directement leur cause avec Hitler, faisant par exemple valoir que 96 000 Juifs ont participé à la guerre et 12 000 y sont morts. Parallèlement, Löwenstein plaide auprès d'Hitler pour une protection des vétérans juifs, demandant que leur soient épargnées les mesures prévues pour les Juifs d'Europe de l'Est et ceux qui n'ont pas pris part à la guerre. Après la Nuit de Cristal, les bonnes relations de Leo Löwenstein avec le ministère de la Défense ne suffisent plus à le protéger : sa femme et lui sont assujettis en 1942 au travail forcé, puis déportés en 1943 au camp de concentration de Theresienstadt.
Après la guerre, Löwenstein travaille comme chimiste en Suisse.
En 2014, son nom a été donné à une caserne à Aix-la-Chapelle,.